# Медресе Ходжа Порсо
Медресе Ходжа Порсо (Ходжа Мухаммад  Порсо) (узб. Xo'ja Porso madrasasi; узб. Xoja Muhammad Porso madrasasi) — медресе в историческом центре Бухары (Узбекистан), воздвигнутое при Тимуридах на средства известного религиозного деятеля Ходжи Мухаммада Порсоvv. Впервые упомянуто в вакуфной грамоте 1407/08 года. Расположено на одноимённой улице махалли «Кукалдош».
Архитектурный памятник входит в «Национальный перечень объектов недвижимости материального культурного наследия Узбекистана». В настоящее время является объектом туристического сервиса.
Государственная программа предусматривала капитальное восстановление и реставрацию медресе в 2013—2014 годах.